# Ma sœur est capricieuse
Pour les articles homonymes, voir My Sister Eileen.
Pour plus de détails, voir Fiche technique et Distribution.
Ma sœur est capricieuse (My Sister Eileen) est un film américain  en noir et blanc réalisé par Alexander Hall, sorti en 1942.
Un remake musical en couleurs sera tourné en 1955, avec Janet Leigh et Jack Lemmon.

## Synopsis
Deux sœurs, Ruth et Evelina, quittent leur Ohio natal pour chercher fortune au théâtre de New York. L'aînée, Ruth, passe une grande partie de son temps à protéger sa jeune sœur de tous les prétendants qui la hantent, mais l'amour viendra aussi pour elle.

## Fiche technique
- Titre français : Ma sœur est capricieuse
- Titre original : My Sister Eileen
- Réalisation : Alexander Hall
- Scénario : Joseph Fields et Jerome Chodorov, d'après leur pièce éponyme et une histoire de Ruth McKenney
- Direction artistique : Lionel Banks
- Photographie : Joseph Walker
- Montage : Viola Lawrence
- Musique : Sidney Cutner (non crédité)
- Producteur : Max Gordon
- Société de production et de distribution : Columbia Pictures
- Pays de production :  États-Unis
- Langue d'origine : anglais américain
- Format : noir et blanc — son : mono (Western Electric Mirrophonic Recording)
- Genre : comédie romantique
- Durée : 96 minutes
- Dates de sortie : 
  - États-Unis : 24 septembre 1942
  - France : 27 octobre 1944

## Distribution
- Rosalind Russell : Ruth Sherwood
- Brian Aherne : Robert Baker
- Janet Blair : Eileen Sherwood
- George Tobias : Appopolous
- Allyn Joslyn : Chic Clark
- Grant Mitchell : Walter Sherwood
- Gordon Jones : Wreck Loomis
- Elizabeth Patterson : Grand-mère Sherwood
- Richard Quine : Frank Lippincott
- June Havoc : Effie Shelton
- Donald MacBride : officier Lonigan
- Frank Sully : Jenson
- Clyde Fillmore : Ralph Craven
- Jeff Donnell : Helen Loomis
- Les Trois Stooges : ouvriers du bâtiment

Acteurs non crédités
- Peggy Converse : une réceptionniste
- Gino Corrado : le chef du restaurant italien
- Dudley Dickerson : un porteur
- Edward Gargan : le policier Murphy
- Adia Kuznetzoff : Cossack
- Walter Sande : le policier Jackson
- Almira Sessions : une future locataire